# Lago Okareka
Il lago Okareka  è un lago dell'Isola del Nord della Nuova Zelanda. Fa parte del gruppo di laghi che si trovano fra il lago Rotorua ed il lago Tarawera, nella regione di Bay of Plenty. Gli altri laghi del gruppo sono il lago Okataina, lago Rotokakahi ed il lago Tikitapu; tutti fanno parte del bordo ovest della caldera di Okataina. 
Insieme agli altri, il lago Okareka si trova all'interno di una caldera vulcanica formatasi negli ultimi 300 000 anni. 

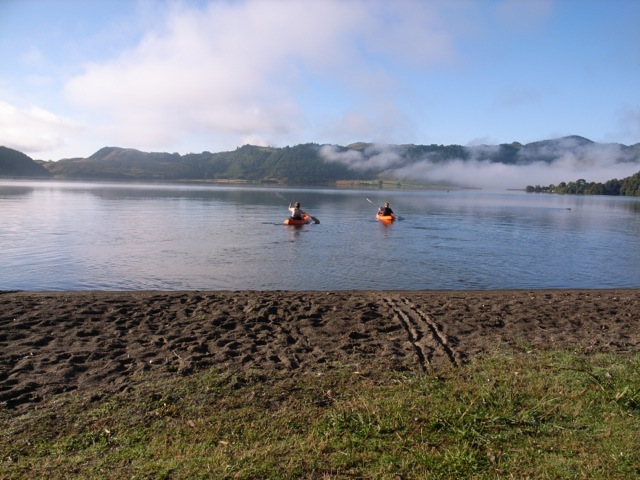
Spiaggia sulle sponde del lago.

Il lago ha una circonferenza di 9,7 km e si trova a circa 60 m sopra il livello del lago Tarawera. È circondato da colline boscose.  Fluisce sottoterra fino alle cascate Waitangi. Il lago Okareka sembra essere collegato con il Tarawera da un canale sotterraneo.

## Storia
Okareka significa "il lago del cibo dolce". Anticamente, la popolazione Maori vi coltivava la patata dolce o kumara. È stato descritto per la prima volta in una pubblicazione da Sir George Gray e menzionato nella poetica di Alfred Domett nel suo Ranolf e Amohia. Gray lo visitò nel corso dei suoi viaggi attraverso la regione dei laghi che lo condusse a Taupo nell'estate del 1849-50. Il viaggio è descritto nel libretto dal titolo Journal of an expedition Overland from Auckland to Taranaki, scritto per il governatore dal suo segretario G. S. Cooper, e che porta una traduzione in māori dal suo interprete, Piri-kawau; il libro fu pubblicato ad Auckland nel 1851. A quei tempi, il percorso da Ohinemutu a Tarawera era una pista che costeggiava la riva dell'Okareka e raggiungeva il grande lago vicino al stazione di Kariri (Galilea).